# Lactoria paschae
A Lactoria paschae a csontos halak (Osteichthyes) főosztályának a sugarasúszójú halak (Actinopterygii) osztályához, ezen belül a gömbhalalakúak (Tetraodontiformes) rendjéhez és a bőröndhalfélék (Ostraciidae) családjához tartozó faj.

## Előfordulása
A Lactoria paschae előfordulási helye a Csendes-óceán délkeleti részén van, a Húsvét-sziget környékén.

## Életmódja
Ez a halfaj szubtrópusi állat, amely a korallzátonyokon él.